# Donkey Kong Bananza
Donkey Kong Bananza es un videojuego de plataformas desarrollado por Nintendo EPD para la Nintendo Switch 2. El jugador controla al gorila Donkey Kong, que se aventura bajo tierra con una joven Pauline para recuperar diamantes robados con forma de plátano de un grupo de simios villanos. Se juega de forma similar a Super Mario Odyssey (2017) de EPD, con jugadores que exploran niveles tipo sandbox mientras completan objetivos, luchan contra enemigos y recogen objetos. Bananza presenta entornos destructibles; el jugador puede destruir la mayor parte del terreno para crear caminos y encontrar objetos.
Es el primer juego de Donkey Kong que Nintendo desarrolló internamente desde Donkey Kong Jungle Beat (2004) y fue desarrollado por la misma división EPD detrás de Odyssey. El desarrollo comenzó en la Nintendo Switch original, pero se trasladó a la Switch 2 después de que EPD determinara que realizaría mejor sus conceptos. EPD utilizó la tecnología vóxel que permitía a los jugadores manipular el terreno en algunos niveles de Odyssey en un grado significativamente mayor, diseñando mundos grandes y destructibles que enfatizaban la fuerza de Donkey Kong. La banda sonora incluye arreglos de la música de David Wise y Grant Kirkhope de los juegos de Donkey Kong desarrollados por Rare, junto con material nuevo.
Donkey Kong Bananza salió a la venta el 17 de julio de 2025. Fue el primer juego original de Donkey Kong desde Donkey Kong Country: Tropical Freeze (2014) y el primer juego de plataformas con jugabilidad en 3D desde Donkey Kong 64 (1999). Recibió elogios por sus gráficos, jugabilidad e historia. Los críticos lo consideraron el vendeconsolas de Switch 2, aunque criticaron los problemas de cámara y velocidad de fotogramas.

## Sistema de juego
Donkey Kong Bananza es un videojuego de plataformas y acción-aventura en 3D que hace hincapié en la destrucción y la exploración de mundo abierto. Los periodistas han comparado Bananza con Super Mario Odyssey (2017), algunos lo describen como un sucesor. Como el gorila Donkey Kong, el jugador viaja bajo tierra para recoger las Gemas Banandium, diamantes dorados en forma de plátano. El jugador explora niveles tipo sandbox en el mundo subterráneo. Cada capa subterránea tiene un tema único, como el hielo, la lava y los biomas tropicales.
Donkey Kong puede rodar, dar puñetazos, abofetear el terreno, coger y lanzar objetos y trepar por la mayoría de las superficies. Recoger gemas Banandium permite al jugador mejorar las habilidades de Donkey Kong a partir de un árbol de habilidades. Además, a medida que avanza el juego, el jugador aprende de los ancianos, personajes no jugadores (PNJ), transformaciones que aumentan la fuerza de Donkey Kong, una transformación en cebra que aumenta su velocidad y una transformación en avestruz que le permite planear y lanzar huevos bomba. El jugador puede usar e intercambiar entre transformaciones en cualquier momento, aunque su duración está limitada por un medidor de energía.
El jugador completa misiones, resuelve puzles y lucha contra enemigos para conseguir Gemas Banandium. Funcionan de forma similar a las energilunas de Odyssey y se obtienen avanzando en la historia o mediante la exploración. Mientras explora, el jugador descubre zonas aisladas en las que debe completar desafíos como plataformas, derrotar a los enemigos dentro de un límite de tiempo y extraer Banandium. Al completarlos, el jugador recibe gemas de banandio o banandio. Se recompensa con gemas de banandio u oro al completarlo. Algunas zonas contienen secciones de desplazamiento lateral, similares a los juegos de Donkey Kong Country, y carros de minas.
El jugador puede recibir consejos, ayudar y obtener gemas de banandio de los PNJ, incluidos otros personajes de Donkey Kong como Cranky Kong, Diddy Kong, Dixie Kong y Rambi. Cuando empieza Bananza, Donkey Kong se hace amigo de Odd Rock, una piedra púrpura antropomórfica que le orienta hacia los objetivos. A medida que avanza el juego, se revela que Odd Rock es una joven Pauline, que puede usar su voz cantante para activar las transformaciones de Donkey Kong o emitir proyectiles explosivos en el modo multijugador. Bananza es compatible con GameShare, lo que permite a un segundo jugador controlar a Pauline localmente o en línea en otra Nintendo Switch 2, o localmente en una Nintendo Switch original.
Bananza se distingue por sus entornos destructibles: Donkey Kong puede destrozar casi todas las superficies y destruir el terreno. Puede arrancar trozos del entorno del suelo o las paredes y lanzarlos para descubrir objetos o destruir enemigos, o usarlas como tablas de snowboard. El terreno blando puede apilarse para crear nuevos caminos. Destruir los entornos permite un recorrido variado; por ejemplo, Donkey Kong puede cavar bajo tierra y crear un camino a otra zona del mundo. El grado en que puede destruir el entorno está limitado por una capa de lecho de roca irrompible en la parte inferior de cada nivel. Grandes jefes bloquean las rutas que unen cada capa, y el jugador debe derrotar a cada uno de ellos para progresar. El jugador hace un seguimiento de su progreso en un mapa del mundo en 3D, y las anguilas gigantes les permiten desplazarse rápidamente a diferentes capas o a través de la capa de corriente.
Otros coleccionables son el oro, que sirve como moneda y combustible para las transformaciones; los globos, que rescatan a Donkey Kong de pozos sin fondo; las Banandium Chips, monedas que el jugador puede cambiar por Banandium Gems; los fósiles, que el jugador puede cambiar por ropa para personalizar a Donkey Kong y Pauline; y pistas para un reproductor de música. Bananza es compatible con Amiibo; al escanear una figura de Donkey Kong y Pauline con temática de Bananza, se desbloquea un traje especial para Pauline, y los Amiibo de Donkey Kong preexistentes (Donkey Kong, Diddy Kong, King K. Rool y las bandas de Super Nintendo World) invocan fichas doradas explosivas. Otros Amiibo invocan esferas con propiedades especiales que ayudan al desplazamiento. Un modo fotográfico permite a los jugadores utilizar una cámara de movimiento libre para tomar y personalizar capturas de pantalla, y fuera del juego principal, un modo de creación artística, DK Artist, les permite esculpir y pintar esculturas utilizando la funcionalidad de ratón de los Joy-Con 2.

## Trama
Donkey Kong viaja a la Isla Ingot para buscar gemas de banandium en medio de una fiebre del oro, pero una empresa minera, VoidCo., roba las gemas para alimentar su nave. El presidente de VoidCo., Void Kong, pretende viajar al núcleo del planeta para encontrar la raíz de banandium, un objeto mágico que concede los deseos de quien lo posee, y obtener riquezas. Donkey Kong es arrastrado bajo tierra, donde rescata a Odd Rock. Descubren una vasta región similar a la Tierra Hueca habitada por sociedades animales y sus ancianos ancestrales. Un enorme anciano Kong otorga a Donkey Kong poderes transformadores y devuelve a Odd Rock su verdadera identidad, la adolescente Pauline. El anciano les aconseja que continúen hacia el núcleo para encontrar la raíz.
Donkey Kong y Pauline descubren más capas subterráneas, luchan contra los secuaces de VoidCo. y conocen a otros ancianos de la tribu animal, que otorgan a Donkey Kong nuevas transformaciones. Pauline sueña con convertirse en una cantante famosa y gana más confianza para cantar a medida que ella y Donkey Kong avanzan. Los dos luchan contra Void Kong en el núcleo, donde despiertan un objeto que creen que es la raíz. En cambio, liberan a King K. Rool, que quedó atrapado con su Kremling Krew mientras buscaba la raíz. Siguen a K. Rool hasta el núcleo, pero no pueden impedir que se apropie de la raíz. Donkey Kong y Pauline lo derrotan y piden sus deseos: Donkey Kong desea una gran cantidad de plátanos, mientras que Pauline desea volver a casa. La raíz los lleva de vuelta a la superficie sobre una gran masa de plátanos. K. Rool los persigue y los tres emergen en New Donk City, la ciudad natal de Pauline; K. Rool recupera la raíz e inunda la ciudad con una papilla tóxica. Donkey Kong y Pauline lo derrotan de nuevo, restaurando New Donk City, y se separan a regañadientes; Donkey Kong se sumerge bajo tierra para continuar con sus aventuras, mientras que Pauline comienza a actuar en la calle.
Tres meses después, Donkey Kong regresa a Ingot Isle, donde Grumpy y Poppy, los subordinados reformados de Void Kong, le muestran un gong que le permite volver a visitar las capas subterráneas. El gong también convoca a Pauline, quien le pide a Donkey Kong que la ayude a preparar un espectáculo en el New Donk City Hall. Ella cree que los ancianos pueden ayudarla a escribir una nueva canción, y se embarcan en más aventuras. Donkey Kong y Pauline completan un desafío en el núcleo, y Pauline crea la melodía. Regresan a la superficie, donde Pauline actúa con Donkey Kong entre el público.

## Desarrollo

### Concepción

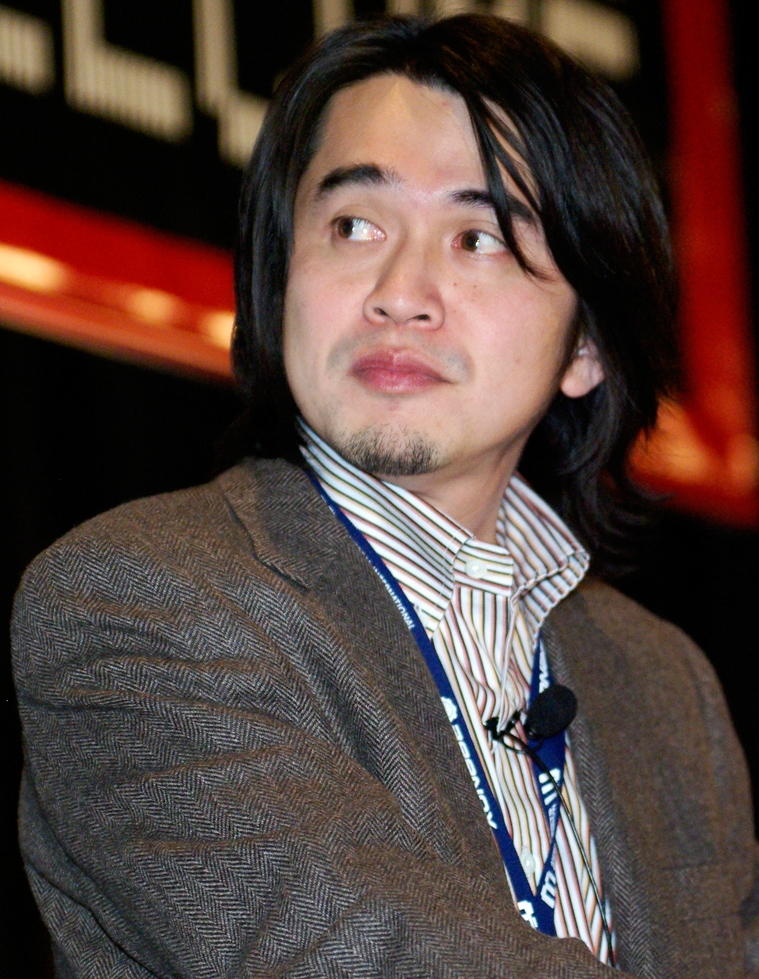
La idea de Bananza surgió de Yoshiaki Koizumi (en la foto de 2007), director de Donkey Kong Jungle Beat (2004).

Después de que el Grupo de Producción N.º 8 de Nintendo Entertainment Planning & Development (EPD) completara Super Mario Odyssey, el director general sénior de EPD, Yoshiaki Koizumi, que dirigió Donkey Kong Jungle Beat (2004), pidió al equipo que desarrollara un juego de Donkey Kong en 3D. Koizumi quería ampliar la franquicia, que no había recibido un juego original desde Donkey Kong Country: Tropical Freeze (2014). Además, Nintendo no había desarrollado internamente ningún juego de Donkey Kong desde Jungle Beat, y querían crear series separadas de Donkey Kong en 2D y 3D, tal y como habían hecho con la serie Super Mario. El director de Odyssey, Kenta Motokura, que trabajó como artista de personajes en Jungle Beat, actuó como productor.
Motokura concibió el concepto de Bananza y proporcionó una plantilla para la dirección creativa. Según él, al recibir el encargo, EPD quería innovar como lo había hecho Donkey Kong (1981) con su jugabilidad basada en la historia y su variado diseño de niveles, y Donkey Kong Country (1994) con sus gráficos prerenderizados, utilizando las habilidades que habían adquirido al desarrollar los juegos de Super Mario. El equipo consultó a Koizumi y al creador de Donkey Kong, Shigeru Miyamoto, para comprender mejor al personaje; ellos hicieron hincapié en su fuerza. Koizumi destacó sus grandes brazos como rasgo distintivo respecto a Mario, mientras Miyamoto destacaba sus diversas habilidades, como golpear el terreno y soplar sobre objetos.
Tras el lanzamiento de Odyssey, un programador comenzó a realizar experimentos con la tecnología vóxel. Se utilizó de forma limitada en Odyssey, ya que se implementó aproximadamente a mitad del desarrollo, para permitir a Mario excavar a través del queso y arar la nieve. En un experimento, añadieron unas manos grandes a un Goomba para que pudiera arrancar y lanzar trozos del terreno. Tanaka dijo que el equipo encontró esto «sorprendentemente satisfactorio» e interesante como elemento central del juego, y el equipo se dio cuenta de que la fuerza física de Donkey Kong encajaba bien con la tecnología. Kazuya Takahashi, que se incorporó a Nintendo en 2020 tras haber trabajado anteriormente en videojuegos de rol de mundo abierto, y Wataru Tanaka, programador de Odyssey, fueron nombrados directores de Bananza. Fue el primer juego de plataformas en 3D de Donkey Kong desde Donkey Kong 64 (1999), y el título es un juego de palabras con las palabras banana y bonanza.
Nintendo Life informó que el desarrollo comenzó en 2017 o 2018, mientras que GamesRadar+ especuló que la producción a gran escala probablemente no comenzó hasta después de que Takahashi se uniera a Nintendo y EPD terminara Bowser's Fury (2021). El desarrollo de Bananza comenzó en la Nintendo Switch original, pero pasó al Switch 2 alrededor de 2021, para permitir la inclusión de más objetos destructibles. Los prototipos en la Switch original tuvieron problemas de rendimiento, ya que su memoria limitada no daba abasto para manejar los entornos detallados. Por el contrario, la Switch 2 permitió que Bananza funcionara a una velocidad estable de 60 fotogramas por segundo, ampliara el tamaño y los detalles del entorno e incorporara conceptos que antes se habían descartado por limitaciones técnicas. Takahashi dijo que el equipo también se sintió atraído por la compatibilidad de Switch 2 con los controles del ratón, que implementaron en el modo cooperativo y en DK Artist.

### Diseño
Todo el terreno de Bananza está hecho de vóxeles, lo que, según Motokura, es el principal factor que lo distingue de Odyssey. Takahashi describió la creación de niveles a partir de vóxeles como mucho más cómoda que el modelado poligonal, ya que los desarrolladores podían «combinar libremente vóxeles y materiales para crear terrenos y luego probarlos inmediatamente en el juego. Esto nos permitió experimentar y repetir rápidamente». EPD buscaba garantizar que los jugadores no notaran los vóxeles durante el juego. El cambio a Switch 2 permitió ampliar el nivel de destrucción del entorno. Daisuke Watanabe, director artístico de Bananza, afirmó: «[Switch 2] liberó todo el potencial del juego; es más, lo hizo posible».
Motokura dijo que crearon los niveles para explotar la fuerza de Donkey Kong. Al diseñar cada capa, por lo general elegían un tema y luego pensaban en qué mecánicas basadas en vóxeles se podían incluir. En un caso, la posibilidad de surfear sobre piezas de terreno inspiró una capa con colinas onduladas. El equipo quería que el mundo subterráneo fuera distinto del escenario superficial de los anteriores juegos de Donkey Kong, aunque seguían buscando evocar la estética original de la franquicia inspirada en Brooklyn e incorporaron los colores rosa neón y azul del juego de 1981 como elementos destacados. A diferencia de los juegos 3D de Super Mario, los niveles se diseñaron para guiar al jugador hacia abajo en lugar de hacia arriba.
Los jugadores pueden destruir continuamente el terreno, y Takahashi dijo que los descubrimientos que los jugadores hacen a partir de la destrucción, así como la adición de un árbol de habilidades, dieron lugar a un bucle de juego diferente al de Odyssey. El equipo dio prioridad a la libertad, diseñando Bananza de manera que los jugadores no estuvieran limitados a recoger objetos siguiendo la ruta prevista y no tuvieran problemas si rompían la secuencia. Desarrollaron un nuevo sistema de cámara virtual para que los jugadores pudieran ver mientras excavaban bajo tierra. Motokura describió el diseño de los puñetazos de Donkey Kong como uno de los aspectos más difíciles del desarrollo, ya que EPD quería evitar que los puñetazos resultaran aburridos. Para ello fue necesario perfeccionar minuciosamente varios sistemas, como el diseño del sonido, la vibración del mando y los efectos de la cámara. Utilizaron efectos como la cámara lenta y los fotogramas congelados para añadir énfasis. 1-Up Studio colaboró en el diseño, la programación y el sonido, mientras tanto, tri-Crescendo colaboró en la programación.
EPD revisó varios juegos de Donkey Kong en busca de inspiración. Buscaban honrar la historia de la franquicia y revivir elementos que consideraban que encajarían bien con los entornos destructibles. Takahashi volvió a jugar a todos los juegos después de que le asignaran la dirección de Bananza y citó Donkey Kong Country (1994) como una influencia particular. Dijo que el equipo utilizó la tecnología voxel para presentar de nuevas formas elementos que ya existían, como los minecarros, los cañones de barril y los amigos animales como Rambi; Motokura añadió que no querían basarse únicamente en la nostalgia. Querían satisfacer a los jugadores veteranos que disfrutaron con los anteriores juegos de Donkey Kong y, al mismo tiempo, atraer a los nuevos que se sentían alienados por el alto nivel de dificultad de la franquicia, por lo que incluyeron como opciones el árbol de habilidades, un modo de juego más sencillo y funciones cooperativas.

### Personajes

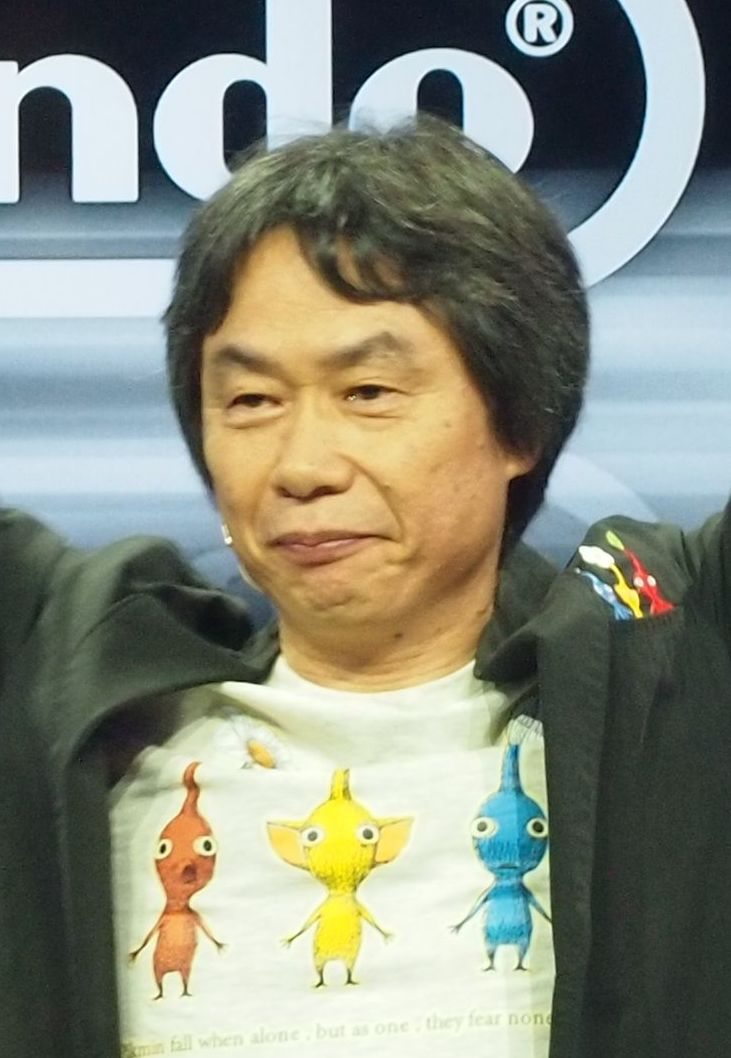
El creador de Donkey Kong, Shigeru Miyamoto (fotografiado en 2013), fue consultor, y los desarrolladores trataron de honrar su visión al rediseñar a Donkey Kong.

Bananza presenta un Donkey Kong rediseñado que combina la expresividad del diseño original de Miyamoto y su representación más cool y aventurera de Country. El rediseño había aparecido anteriormente en Super Mario Bros.: la película (2023) y Mario Kart World (2025), aunque fue creado para Bananza. Watanabe dijo que el equipo «se esforzó por crear un diseño que captara la esencia de lo que hace que Donkey Kong sea quien es, resaltando sus características y su atractivo únicos». Querían crear una representación única sin alejarse de la visión de Miyamoto y teniendo en cuenta cómo veían el personaje las diferentes generaciones de fanáticos de Donkey Kong. Consultaron a los artistas que habían trabajado anteriormente en Donkey Kong para pedirles consejo. Dado que el modelo del personaje de Donkey Kong era mucho más grande que el de Mario, hicieron especial hincapié en sus expresiones faciales y le dieron un mono y un pelaje espeso para que resultara interesante desde una perspectiva en tercera persona.
A la hora de determinar qué otros personajes incluir, la EPD hizo referencia al Donkey Kong original (1981) para reconocer que Donkey Kong coexiste con personajes humanos. Intentaron equilibrar el mundo humano con los personajes animales de la serie Country. La inclusión de personajes fue motivo de debate, aunque Motokura ordenó que se incluyera a Cranky Kong, un personaje con el que disfruta. Diddy Kong, compañero de Donkey Kong en juegos anteriores, quedó relegado a un cameo. Bananza marcó la primera aparición de K. Rool y los Kremlings en un juego de Donkey Kong en casi 20 años, con una explicación dentro del universo para su ausencia.
En las primeras fases del desarrollo, EPD decidió que otro personaje acompañaría a Donkey Kong. Aunque uno de los desarrolladores sugirió a Pauline, no se incluyó ningún personaje específico en la descripción del diseño del software. Motokura recordó que el equipo volvió a plantearse la idea de Pauline al implementar la transformación de Donkey Kong en cebra. El compositor Naoto Kubo escribió la música para la secuencia de transformación, y el equipo decidió convertirlo en una canción que Pauline —que se había consagrado como cantante en Odyssey —podría interpretar. Motokura dijo que sentían que ella añadía un elemento narrativo con el que los jugadores podían identificarse.
EPD utilizó a Pauline como guía humana que podía explicar conceptos al jugador, Y Motokura y Takahashi atribuyeron su inclusión al hecho de que ayudó a dar forma a muchas de sus ideas. A diferencia de sus apariciones anteriores como adulta, Pauline es representada como una niña de trece años en Bananza, una decisión que, según Takahashi, se tomó para incluir un personaje que los fanáticos ya conocían y que, al mismo tiempo, resultara intrigante para los nuevos jugadores. La razón dentro del universo para la discrepancia de edad no se explica, ya que EPD quería dejarla a la imaginación de los fanáticos; tras el lanzamiento de Bananza, se desató un debate sobre si la historia era una precuela o una secuela de Odyssey.

### Sonido y música
Kubo, compositor principal de Odyssey, fue director de sonido de Bananza. EPD puso un gran énfasis en la música debido a la inclusión de Pauline, utilizando su canto para señalar rutas o destruir barreras. Utilizaron técnicas Foley para grabar los efectos de sonido y trataron de que los sonidos de destrucción fueran variados y satisfactorios. Kubo dijo que «añadieron un sutil toque de aleatoriedad mediante la programación y ajustaron los sonidos para asegurarse de que no fueran demasiado fuertes ni agudos», y «enfatizaron los sonidos divertidos y llamativos» para los objetos inusuales que aparecen en los niveles posteriores.
Entre los compositores musicales se encontraban Kubo, Daisuke Matsuoka, Reika Nakai, Yuri Goto y Tsukasa Usui. Kubo dijo que utilizaron la música para sumergir al jugador y crear la atmósfera de cada nivel. Los compositores buscaron adaptarse tanto a la destrucción trepidante como a la exploración metódica, ya que pensaban que resultaría agotador si toda la música fuera muy enérgica. Dividieron los temas de los niveles en partes y los ajustaron para reflejar el entorno del jugador. Kubo decidió vincular la música a las transformaciones de los animales, de forma similar a cómo cambia la música en los juegos de Super Mario cuando Mario obtiene ciertos potenciadores, y Motokura le pidió que compusiera canciones para cada transformación. Se inspiró en la música latina para el tema de la transformación en cebra.
Kubo quería conservar la variedad de las bandas sonoras anteriores de Donkey Kong, equilibrando las canciones alegres con otras más sombrías y atmosféricas. Bananza incluye arreglos de la música de David Wise y Grant Kirkhope de los juegos de Donkey Kong desarrollados por Rare, incluido Donkey Kong Country, Donkey Kong Country 2 (1995), Donkey Kong 64, aunque ninguno participó como compositor. A Kirkhope le hizo gracia saber que Bananza incluiría una remezcla del «DK Rap» de Donkey Kong 64, que él calificó como «el peor tema de rap de la historia de los temas de rap». Kubo dijo que los compositores dieron prioridad al material original y, por un momento, ignoraron que Bananza era un juego de Donkey Kong para componer música nueva, pero «salpicaron [rearreglos] por todas partes».

## Lanzamiento

### Contexto
Tras el lanzamiento de Donkey Kong Country: Tropical Freeze en 2014, la franquicia Donkey Kong quedó prácticamente inactiva. El último juego relacionado con Donkey Kong antes del lanzamiento de Bananza, sin contar las versiones para otras plataformas, fue el spin-off Mini Mario & Friends: Amiibo Challenge (2016). En 2021 surgieron informes sobre un juego de Donkey Kong desarrollado por EPD; Shacknews escribió que el papel destacado de Donkey Kong en Super Mario Bros.: la película «contribuyó en gran medida a restaurar su poderío como estrella» y, junto con el lanzamiento de Switch 2, brindó a Nintendo la oportunidad de revitalizar al personaje.

### Mercadotecnia
Nintendo anunció Donkey Kong Bananza en una presentación de Nintendo Direct el 2 de abril de 2025, antes de permitir a los periodistas de Nueva York reproducir una demo de 20 minutos. Los periodistas consideraron el anuncio una sorpresa; Game Informer escribió que muchos esperaban en cambio el anuncio de un Super Mario en 3D.
Nintendo promocionó Bananza a través de las transmisiones de Nintendo Treehouse, la aplicación Nintendo Today!, una presentación dedicada de Nintendo Direct, anuncios televisivos con actores reales, y eventos en juegos con servicio en directo como Super Mario Run (2015) y Tetris 99 (2019). Nintendo distribuyó demos jugables de diez minutos para las máquinas recreativas Switch 2 en las tiendas Walmart y Target de los Estados Unidos en junio, y organizó eventos de demostración para los compradores en las tiendas EB Games y Costco de Canadá entre el 18 y el 20 de julio. En Japón, Nintendo acompañó el lanzamiento con productos promocionales, como llaveros y peluches.

### Ventas
Como el primer juego original de Donkey Kong desde Tropical Freeze, Bananza era muy esperado. Era el juego más vendido en Amazon el 23 de junio de 2025. Debutó en lo más alto de las listas de ventas físicas del Reino Unido, vendiendo el triple de copias que la versión para Switch de Tropical Freeze. Las ventas fueron aproximadamente la mitad de las ventas de lanzamiento de Odyssey; un analista atribuyó esto a que Nintendo lanzó Bananza más cerca del lanzamiento de la consola que Odyssey y durante un periodo de ventas más lento. En Japón, debutó en segundo lugar, vendiendo 127 905 copias durante sus tres primeros días a la venta, y 207 0555 copias hasta el 3 de agosto.

## Recepción
Donkey Kong Bananza recibió «aclamación universal» según el sitio web agregador de reseñas Metacritic, y una «impresionante» puntuación en OpenCritic. Es el sexto juego mejor valorado de 2025 en Metacritic, y el tercero en OpenCritic. Los críticos lo describieron como el vendeconsolas de Switch 2.
Logan Plant de IGN describió Bananza como «la primera obra maestra de Switch 2» y uno de los mejores juegos de plataformas a los que había jugado. Alabó las mecánicas, los desafíos, la historia y los coleccionables, pero criticó sus ocasionales caídas de frames. Adam Newell, en su reseña para Destructoid, aplaudió las sorpresas de Donkey Kong Bananza, su jugabilidad y su historia. Jim Norman, en su análisis para Nintendo Life, alabó la variedad del juego, el sentido de la aventura y los cursos de desafío, pero dijo que el juego tenía «algún que otro problema de rendimiento». En The Washington Post, Gene Park escribió que Bananza era uno de los mejores juegos de Nintendo de los últimos años, comparándolo con Super Mario Odyssey.
Cael, escribiendo para Gamekult, criticó la cámara de Donkey Kong Bananza y su manejo en ciertas fases. Ali Shutler de NME también criticó la cámara del juego y describió el modo cooperativo como «una idea de última hora», aunque alabó la banda sonora. Del mismo modo, Jonas Höger, en su análisis para 4Players, se lamentaba de la cámara del juego y del pobre modo cooperativo, así como de la caída en picado de la tasa de imágenes por segundo y de que los combates contra los jefes fueran demasiado fáciles. Charlan Moheng, que escribe para Jeuxvideo.com, también afirma que los jefes del juego son demasiado fáciles y están «reciclados», que la música del juego no es lo bastante impactante y que el juego tiene pocas secuencias «guau».